# SORBNET2
SORBNET2 (System Obsługi Rachunków Banków w Narodowym Banku Polskim) – prowadzony przez Narodowy Bank Polski (NBP) system rozliczeniowy służący do przeprowadzania międzybankowych rozliczeń wysokokwotowych. System SORBNET2 obsługuje głównie rachunki bieżące banków w złotych, za pośrednictwem których dokonywany jest rozrachunek międzybankowy dla płatności w złotych. Należy do klasy systemów RTGS (ang. Real Time Gross Settlement), czyli systemów rozliczeń na bazie brutto, w których zlecenia realizowane są pojedynczo i w czasie rzeczywistym (na bieżąco). System ten w czerwcu 2013 zastąpił działający od 1996 system SORBNET.
Uczestnikami systemu SORBNET2 są banki prowadzące działalność w Polsce oraz instytucje prowadzące inne systemy płatności (Krajowa Izba Rozliczeniowa S.A. (KIR) i Krajowy Depozyt Papierów Wartościowych S.A. (KDPW S.A.)). Banki spółdzielcze uczestniczą w systemie SORBNET2 za pośrednictwem swoich zrzeszeń. Uczestnictwo w systemie jest dobrowolne, tzn. bank prowadzący działalność operacyjną w Polsce nie ma obowiązku posiadania rachunku bieżącego w systemie SORBNET2.
Na koniec 2013 w systemie uczestniczyło 51 podmiotów (48 banków komercyjnych, KIR, KDPW S.A. oraz NBP).
Wymiana danych o płatnościach między NBP a uczestnikami systemu odbywa się za pośrednictwem międzynarodowej sieci telekomunikacyjnej SWIFT. Format przesyłanych wiadomości oparty jest na standardzie komunikatów SWIFT. Dzięki zastosowaniu międzynarodowych standardów w zakresie rozwiązań telekomunikacyjnych (opartych na SWIFT), w systemie mogą uczestniczyć także podmioty zagraniczne.

## Transakcje
System SORBNET2 jest najważniejszym polskim systemem płatności, w którym rozliczane są operacje polityki pieniężnej, transakcje międzybankowe z rynku finansowego i wysokokwotowe zlecenia klientowskie, a także odbywa się rozrachunek innych systemów płatności (tj. systemu płatności detalicznych ELIXIR, prowadzonego przez Krajową Izbę Rozliczeniową, oraz systemu rozrachunku papierów wartościowych prowadzonego przez Krajowy Depozyt Papierów Wartościowych).
System SORBNET2, poprzez udostępnienie uczestnikom Modułu Monitorującego MMS2 umożliwia bankom ciągły wgląd w stan rachunku bieżącego w NBP oraz zrealizowane na nim transakcje.
Warunkiem wykonania transakcji zleconej za pośrednictwem systemu SORBNET2 jest posiadanie przez bank wystarczających środków na rachunku bieżącym. W sytuacji braku środków, zlecenie umieszczane jest w kolejce zleceń oczekujących i jest realizowane, gdy wpłyną środki w wymaganej wysokości.
Podstawową zaletą użycia systemu SORBNET2 z punktu widzenia klienta jest szybkość realizacji zlecenia. System SORBNET2 przyjmuje zlecenia w sposób ciągły (w dowolnym momencie w czasie otwarcia systemu), a od wysłania zlecenia przez bank zleceniodawcy do odebrania go przez bank odbiorcy mija kilka minut. Dla porównania rozliczenia w systemie płatności detalicznych ELIXIR odbywają się w ciągu dnia trzykrotnie (w trzech sesjach rozliczeniowych), a minimalny czas od wysłania zlecenia do odebrania go przez bank zleceniobiorcy wynosi ok. 2 godziny. System SORBNET2 przyjmuje zlecenia w dni robocze w godzinach 7.30 do 18.00, przy czym zlecenia klientowskie przyjmowane są do godziny 16.00.
Rozliczenia za pośrednictwem systemu SORBNET2 dokonywane są w złotych. W 2013 za pośrednictwem systemu SORBNET (do czerwca 2013 r.) i SORBNET2 (od 10 czerwca 2013 r.) zrealizowano ponad 3 mln zleceń o łącznej wartości 69,9 bln złotych. Zlecenia klientowskie stanowiły ponad 91% ogólnej liczby zrealizowanych zleceń, a ich wartość ponad 35% łącznej wartości obrotów w systemie.
W Polsce przelew za pośrednictwem systemu SORBNET2 dociera do odbiorcy zazwyczaj w kilka minut (najpóźniej następnego dnia roboczego), ale zwykle jest droższy niż ten z wykorzystaniem systemu ELIXIR.